# Di quella pira
Di quella pira è una popolare cabaletta, tratta dal Trovatore di Giuseppe Verdi, su libretto di Salvadore Cammarano.
Nel secondo quadro della parte terza, Manrico (tenore) e Leonora (soprano) si trovano all'altare, pronti a sposarsi. Manrico ha appena cantato l'unica aria a lui affidata nell'opera, «Ah sì, ben mio coll'essere». Dopo un breve duetto "nuziale" («L'onda de' suoni mistici»), accompagnato da un organo interno, arriva improvvisamente Ruiz, il luogotenente di Manrico nel conflitto contro il Conte di Luna, e gli rivela che la vecchia zingara Azucena, colei che Manrico ritiene la propria madre, è caduta nelle mani dei nemici. Manrico invia Ruiz a raccogliere un drappello di armati, e intona questa celebre cabaletta. L'intervento di Leonora ha luogo prima che l'esecuzione riprenda da capo, come previsto dalle convenzioni del melodramma ottocentesco. La cabaletta si conclude con la partenza di Manrico per la battaglia con cui intende salvare la madre. 

## I versi
Manrico (tenore):

Di quella pira l'orrendo foco 

Tutte le fibre m'arse avvampò!...

Empi spegnetela, o ch'io tra poco 

Col sangue vostro la spegnerò... 

Era già figlio pria d'amarti 

Non può frenarmi il suo martir. 

Madre infelice, corro a salvarti, 

O teco almeno corro a morir!
Leonora:

Non reggo a colpi tanto funesti...

Oh quanto meglio sarìa morir!
Ruiz, Coro di armati:

All'armi, all'armi! eccone presti 

A pugnar teco, teco a morir.